# بكورية صيفية
البكورية الصيفية نوع نباتي يتبع جنس البكورية من الفصيلة النجمية.